# Palace of Beaulieu

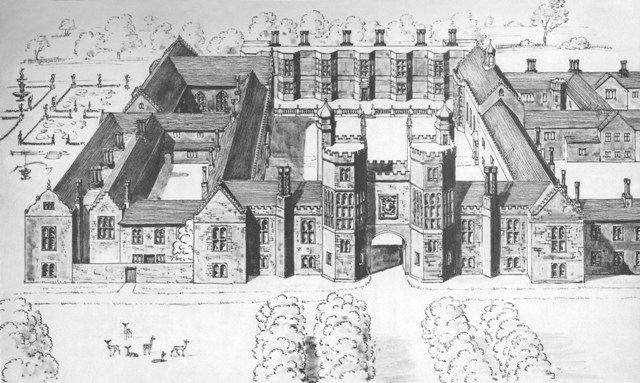
Beaulieu Palace um 1580

Der Palace of Beaulieu war ursprünglich eine königliche Residenz in Boreham, Essex, England, nordöstlich von Chelmsford. Er ist nicht zu verwechseln mit Beaulieu Palace House in Hampshire, England, nahe der Südküste und südwestlich von Southampton.

## Geschichte
Das Gelände war im Mittelalter im Besitz der Waltham Abbey. Der Earl of Ormond erhielt es 1491 und erbaute dort New Hall. Für König Heinrich VIII. wurde dann der Palace of Beaulieu errichtet, wo er ab 1523 zeitweise lebte. 1622 kam es in den Besitz von George Villiers, 1. Duke of Buckingham. 1798 erwarben Schwestern des Ritterordens vom Heiligen Grab zu Jerusalem die Gebäude und errichteten eine Schule. Noch heute werden die Gebäude von der New Hall School genutzt.